# Parafia św. Andrzeja Boboli w Kamionce
Parafia św. Andrzeja Boboli w Kamionce – rzymskokatolicka parafia należąca do dekanatu Nowe nad Wisłą, w diecezji pelplińskiej.

## Zasięg parafii
Do parafii należą wierni z miejscowości: Gajewo-zabudowania, Głodowo, Osiny, 
Rudawki, Rychława, Kamionka, Twarda Góra, Milewo i Milewko. 
Tereny te znajdują się w gminie Smętowo Graniczne, w powiecie starogardzkim, w województwie pomorskim oraz w gminie Nowe, w powiecie świeckim. w województwie kujawsko-pomorskim

## Historia
Parafia Kamionka jest bardzo młodą wspólnotą wiernych. Erygowana została przez biskupa diecezjalnego Jana Bernarda Szlagę 12 maja 1992 roku. Wcześniej jednak toczyło się także życie liturgiczne, dzięki istnieniu kaplicy filialnej, do której przyjeżdżali duszpasterze z Nowego nad Wisłą oraz przez lata istnienia Ośrodka Duszpasterskiego z rezydującymi w Kamionce kapłanami – rektorami. 
Najcenniejszym źródłem danych historycznych o parafii jest KRONIKA PARAFIALNA – prowadzona od 1958 roku przez Marię Rozalską, od roku 1979 przez Janinę Kurek, a od 1998 roku przez Mirosławę Weiss. Bogaty zbiór dokumentów posiada także parafianin – pan Stefan Kraskowski.
Do 1 października 1966 roku tereny parafii Kamionka należały do parafii Nowe. Od tego dnia ks. biskup, dla uregulowania duszpasterstwa w Kamionce, zamianował księdza wikarego z Nowego Konrada Kufla – rektorem istniejącej tam kaplicy, z wszystkimi prawami i obowiązkami wynikającymi z prawa kanonicznego i diecezjalnego, a ponieważ kaplica została nadal przy parafii Nowe, funkcje ściśle parafialne pozostały nadal w ręku księdza proboszcza nowskiego. 
Proboszczowie, wikariusze i księża pracujący w parafii (w nawiasie podany okres zarządzania parafią):
- Ksiądz proboszcz Wacław Pruszak (30 sierpnia 1938 – 27 sierpnia 1957) oraz
- wikariusz ks. Jan Pliszka (1949)
- wikariusz ks. Klemens Baumgard (1950)
- wikariusz ks. Władysław Wałdoch (1951–1952)
- wikariusz ks. Adam Majka (1953)
- wikariusz ks. Stanisław Laudy (1954)
- wikariusz ks. Bernard Cybulski (1955)
- wikariusz ks. Kazimierz Kirsztein (1956)
- wikariusz ks. Henryk Mross (1957)
- Ksiądz Kazimierz Kirstein (27 sierpnia 1957 – 3 stycznia 1958).
- Ksiądz proboszcz Alfons Tęgowski (3 stycznia 1958 – 28 listopada 1973) – parafianie zawdzięczają mu budowę biura parafialnego (1959 rok) i sali katechetycznej (1961 rok).
- Ksiądz proboszcz Jerzy Lewandowski (10 maja 1974 – 18 lipca 1987).
- Ksiądz proboszcz Zygfryd Łobocki (1 sierpnia 1987 – 29 kwietnia 1989).
- Ksiądz proboszcz Józef Talkowski (od 29 kwietnia 1989) – o za czasów ks. Talkowskiego wyodrębniła się samodzielna parafia w Kamionce, z wydzielonym terytorium z macierzystej parafii nowskiej (w 1992 roku), a później także nastąpiła korekta granic powiększająca jeszcze bardziej parafię w Kamionce (w 2004 roku).

Najbardziej zasłużonym kapłanem nowskim dla wspólnoty wiernych w Kamionce (i najczęściej wspominanym przez starsze pokolenie) był ks. wikariusz Henryk Mross (pracował w Nowem w latach 1957–1965). Oddał się całym sercem wspólnocie w Kamionce, dojeżdżając do niej motorem WFM z posługą duszpasterską. Był katechetą m.in. przez 3 lata w szkole w Kamionce (w wymiarze 7 godzin tygodniowo, w latach 1957–1960) i w Rychławie (9 godzin tygodniowo, w latach 1957–1961). Przestał uczył religii po wprowadzeniu przez władze komunistyczne zakazu katechizacji w szkołach - katechizacja odbywała się wówczas w salkach parafialnych. W dalszych etapach swojej posługi kapłańskiej pełnił wiele odpowiedzialnych zadań, wszędzie ciesząc się wielkim szacunkiem za wieloraką swoją działalność. 
Rektorzy Ośrodka Duszpasterskiego:
- ks. Konrad Kufel (1966–1967)
- ks. Jan Szachnitowski (1967–1972)
- ks. Brunon Borta (1972–1979)
- ks. Antoni Kamiński (1979–1983)
- ks. Jerzy Pajdak (1983–1991)
- ks. Andrzej Bławat (1992) – posługę rektorską pełnił tylko przez 5 miesięcy. Otrzymał bowiem misję założenia parafii i zbudowania kościoła. On też rozpoczyna nowy rozdział w historii wspólnoty wiernych, jako jej pierwszy proboszcz – od 12 maja 1992 roku.

Proboszczowie:
- ks. proboszcz Andrzej Bławat (1992–1998) – pierwszy proboszcz nowo powstałej parafii. Parafia Kamionka była pierwszą parafią w nowo powstałej diecezji pelplińskiej ustanowioną przez biskupa diecezjalnego Jana Bernarda Szlagę. Budowniczy kościoła parafialnego (od 1997 roku na stałe przeniesiono z kaplicy do nowego kościoła wszystkie nabożeństwa).
- ks. proboszcz Grzegorz Flisikowski (1998–2000)
- ks. Andrzej Darznik – administrator parafii (2000–2002)
- ks. proboszcz Andrzej Taliński (2002–2014)
- ks. proboszcz Tadeusz Galikowski (2014–2019)
- ks. proboszcz Grzegorz Nenca (od 2019)[1]

### Kaplica
Jeszcze przed II wojną światową, mieszkańcy Kamionki postanowili wybudować w swojej miejscowości kaplicę. Ksiądz proboszcz parafii Nowe - Tadeusz Bartkowski, przychylił się do pomysłu parafian. W 1937 roku wyłonił się komitet z członków Towarzystwa Ludowego (niektóre źródła podają nazwę Katolickie Stowarzyszenie Ludowe) w Kamionce, w skład którego weszli Józef Janicki, Józef Borucki i Leon Hofman. Komitet miał za zadanie zająć się sprawą zorganizowania kaplicy. Wydzierżawiono salę od Bronisława Kwiczory (20 marca 1938 roku). Dnia 23 marca 1938 roku wystosowano pismo do biskupa Stanisława W. Okoniewskiego z prośbą o pozwolenie na otwarcie stacji duszpasterskiej w Kamionce. Poświęcenie kapliczki nastąpiło w drugie święto Zielonych Świąt – 6 kwietnia 1938 roku (dokonał tego proboszcz nowski ks. Tadeusz Bartkowski). Odtąd dwa razy w miesiącu odprawiano Msze święte. Ołtarz do sprawowania Najświętszej Ofiary zbudował i ofiarował miejscowy stolarz, Bolesław Chmielecki. Umieszczono nad nim obraz Matki Boskiej Częstochowskiej (zakupiony i poświęcony w 1939 roku). Zakupiono też wtedy harmonium.
We wrześniu 1939 roku okupanci kazali kaplicę zamknąć. Wszystkie obrazy i szaty przewieziono wtedy do kościoła nowskiego i je ukryto. Kaplicę zamienił okupant na salę.
Po II wojnie światowej i remoncie zamkniętej kaplicy dnia 12 czerwca 1949 roku ksiądz proboszcz Wacław Pruszak dokonał poświęcenia świątyni. Patronem kaplicy został św. Andrzej Bobola. Znowu w Kamionce odprawiano dwie Msze w miesiącu.
Od listopada 1957 roku Msze odprawiane były w każde święto i niedzielę, a także w piątki. W 1957 roku prymas Polski kardynał Stefan Wyszyński zezwolił na przechowywanie w kaplicy Najświętszego Sakramentu oraz zakupiono tabernakulum. W 1957 roku wybudowano drewniany chór. Przed Bożym Narodzeniem 1957 roku ks. Mross zakupił figurki do żłobka. W dokumencie z 28 stycznia 1958 roku Kuria Biskupia Chełmińska pozwoliła na udzielanie sakramentu chrztu w kaplicy. Dnia 7 marca 1958 roku ksiądz proboszcz Alfons Tęgowski dokonał aktu erekcji i benedykcji stacji „Drogi Krzyżowej”. Wyposażono też kaplicę w ławki (wykonał K. Łepek z Nowego), chrzcielnicę, harmonium oraz niezbędne szaty i naczynia liturgiczne. W 1964 roku zakupiono konfesjonał oraz monstrancję (przywieziono ją z Częstochowy). W latach siedemdziesiątych wymieniono tabernakulum oraz ołtarz. W obszernym pokoju przy kaplicy mieściła się zakrystia.

### Kościół

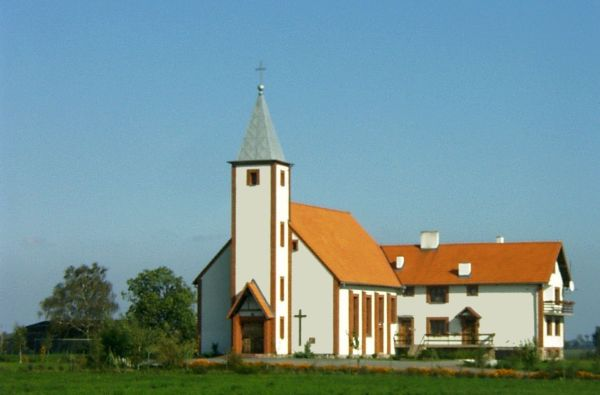
Kościół pw. św. Andrzeja Boboli w Kamionce

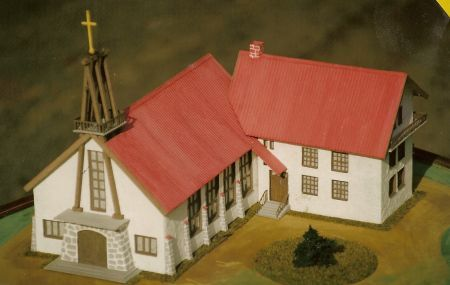
Projekt kościoła w Kamionce

W styczniu 1992 roku administratorem kaplicy filialnej w Kamionce został ksiądz Andrzej Bławat. Głównym celem jego pracy duszpasterskiej było wybudowanie kościoła i utworzenie samodzielnej parafii. W maju 1992 roku została erygowana parafia w Kamionce (a ks. administrator został mianowany proboszczem). Rozpoczęto budowę świątyni. Wynajęta sala spełniała jeszcze przez kilka lat funkcję kaplicy. 
Pan Józef Kaleciak zapowiedział, że ofiaruje ziemię, na której będzie można postawić kościół i cmentarz (o wielkości 1, 6 ha). W związku z tym, iż teren nie nadawał się pod budowę takiego budynku, nastąpiła wymiana między właścicielami gruntów. Pan Józef Kaleciak zamienił się gruntem o podobnej wielkości (1,46 ha) z panią Danutą Gabrielą Kopicką. Tę nową ziemię (o wielkości 1,46 ha) p. Kaleciak przeznaczył jako darowiznę pod budowę kościoła oraz pod cmentarz. Dokumenty notarialne zostały spisane w Kancelarii Notarialnej w Świeciu nad Wisłą oraz znajdują się w Sądzie Rejonowym w Wydziale Ksiąg Wieczystych w Starogardzie Gdańskim. 
Ks. Bławat dokonał wyboru i wykupił plan budowy kościoła (projekt koncepcyjny i techniczny kościoła oraz plebanii wykonali inżynierowie Edmund Dąbrowski i Kazimierz Chudzik).
Dnia 16 maja 1994 roku biskup diecezjalny Jan Bernard Szlaga wmurował kamień węgielny. Była przygotowana tzw. „tuba”. Po odczytaniu aktu erekcyjnego i złożeniu podpisów przez ks. biskupa, kapłanów i radnych, została zapieczętowana i wmurowana. Była też w niej cząstka kamienia wapiennego pochodzącego z Góry Kalwarii z Jerozolimy.
W 1995 roku zmarł inż. Kazimierz Chudzik, który czuwał nad budową kościoła. Na następcę wyznaczono inż. Kusza.
W 1996 roku, podczas swojej wizytacji pasterskiej, biskup diecezjalny Jan Bernard Szlaga odprawił Mszę Św. w budującym się kościele, połączoną z bierzmowaniem młodzieży. 
W 1997 przeniesiono wszystkie nabożeństwa ostatecznie z kaplicy do nowego kościoła. Budowa kościoła trwała 5 lat.
Do nowego kościoła przeniesiono z kaplicy ławki, konfesjonał, meble, wszystkie stroje, księgi, naczynia liturgiczne, baldachim (ufundowany w 1992 roku przez Żywy Różaniec, z okazji uroczystości Bożego Ciała, wysłany atłasem i ozdobiony haftem – wykonany przez p. Wandę Kwiatkowską – Olszową z Kopytkowa, drzewce zrobił p. Leon Brucki), duży różaniec (zakupiony w 1992 roku), nagłośnienie (pochodzące z remontowanej katedry pelplińskiej, przekazane w 1992 roku), chorągiew z podobizną patrona św. Andrzeja Boboli (ufundowana w 1993 roku przez Róże Różańcowe, wykonana przez p. Wandę Kwiatkowską – Olszową z Kopytkowa, drzewiec p. Jan Dziura), chorągiew Matki Bożej Różańcowej (ufundowana w 1996 roku przez Róże Różańcowe, wykonana przez p. Wandę Kwiatkowską – Olszową z Kopytkowa, drzewiec p. Jan Dziura) i inne sprzęty kościelne. Zamontowano też nowe, pancerne tabernakulum. 
Dnia 19 maja 1997 roku przybył do parafii biskup diecezjalny Jan Bernard Szlaga – dokonał on poświęcenia świątyni oraz ołtarza, zbudowanego ze skały piaskowej. 
Dnia 11 stycznia 1998 roku ks. infułat Stanisław Grunt poświęcił nową ambonkę do kościoła,  zbudowaną z piaskowca. Ten rok był przełomowy dla parafii, także w budowie kościoła parafialnego. Dnia 25 sierpnia 1998 roku zmarł na serce wielki budowniczy kościoła w Kamionce ks. proboszcz Andrzej Bławat. Parafianie ofiarowali mu później tablicę pamiątkową w kościele.
W 2004 roku na terenie przykościelnym zbudowano boisko do siatkówki oraz boiska piłkarskiego na rzecz dzieci i młodzieży.
W związku z tym, iż pochodzący jeszcze z kaplicy mały dzwon uległ pęknięciu, w roku 2007 został zakupiony dzwon, ważący 150 kg (sprowadzony z firmy Janusza Felczyńskiego z Przemyśla).
Budowę finansowano w większości ze składek parafian. W budowie kościoła parafialnego uczestniczyli czynnie parafianie, m.in. drewno budowlane pozyskano częściowo z prywatnych lasów należących do parafian, obróbkę drewna dokonano bezpłatnie w tartaku p. Henryka Jabłońskiego, p. Władysław Głąb wykonał fundamenty pod kościół i plebanię, prace murarskie wykonywał p. Kazimierz Sandach wraz z innymi parafianami i murarzami z lubelskiego, prace ciesielskie na dachu wykonywał p. Nadolny z Pieniążkowa, p. Stefan Karcz - zbudował piękny i mocny chór, specjaliści od elektryczności pp. Jerzy Pasterski i Zygmunt Górski założyli instalację elektryczną w kościele i w zakrystii, mistrz stolarski p. Roman Jabłoński wykonał potężne drzwi do kościoła, p. Ryszard Wiśniewski utwardził drogę przed kościołem, p. Stefan Karcz i Konrad Kopicki wykonali drewniany podest pod ławki.
Znacznego wsparcia finansowego udzieliły Kuria Biskupia w Pelplinie oraz Urząd Gminy z Nowego nad Wisłą, PGR Milewo mechaniczne zniwelowało terenu pod budowę kościoła, Ojcowie Werbiści z Górnej Grupy przekazali też bezpłatnie 240 ton żwiru do budowy. Wiele pracy wykonali bezrobotni, kierowani na budowę przez Wójta ze Smętowa Granicznego. Witraż ufundowali pp. Łucja i Bronisław Jabłońscy, p. Łucja Jabłońska - 2 duże żyrandole do kościoła, obraz Jezusa Miłosiernego „Jezu, ufam Tobie” ofiarował p. Antoni Grot z Kartuz, delegacja Starostwa Powiatowego ze Starogardu Gdańskiego wręczyła dla parafii w darze krucyfiks Jezusa Ukrzyżowanego oraz obraz św. Andrzeja Boboli, wykonany przez artystę Józefa Olszynkę ze Starogardu Gdańskiego. Starostwo powiatowe w Starogardzie Gdańskim ufundowało także oświetlenie na parkingu przed kościołem.